# غوياف
غوياف (بالفرنسية: Goyave)‏ هي بلدية فرنسية يسكنها 8309 نسمة (حسب إحصاء 1 يناير 2011)، وهي تقع في إقليم جوادلوب في جزر الأنتيل الصغرى. وهي جزء من منطقة بوانت-آه-بيتر الحضرية، أكبر منطقة حضرية في غواديلوب.